# Attalens
Attalens (toponimo francese) è un comune svizzero di 3 427 abitanti del Canton Friburgo, nel distretto della Veveyse.

## Monumenti e luoghi d'interesse

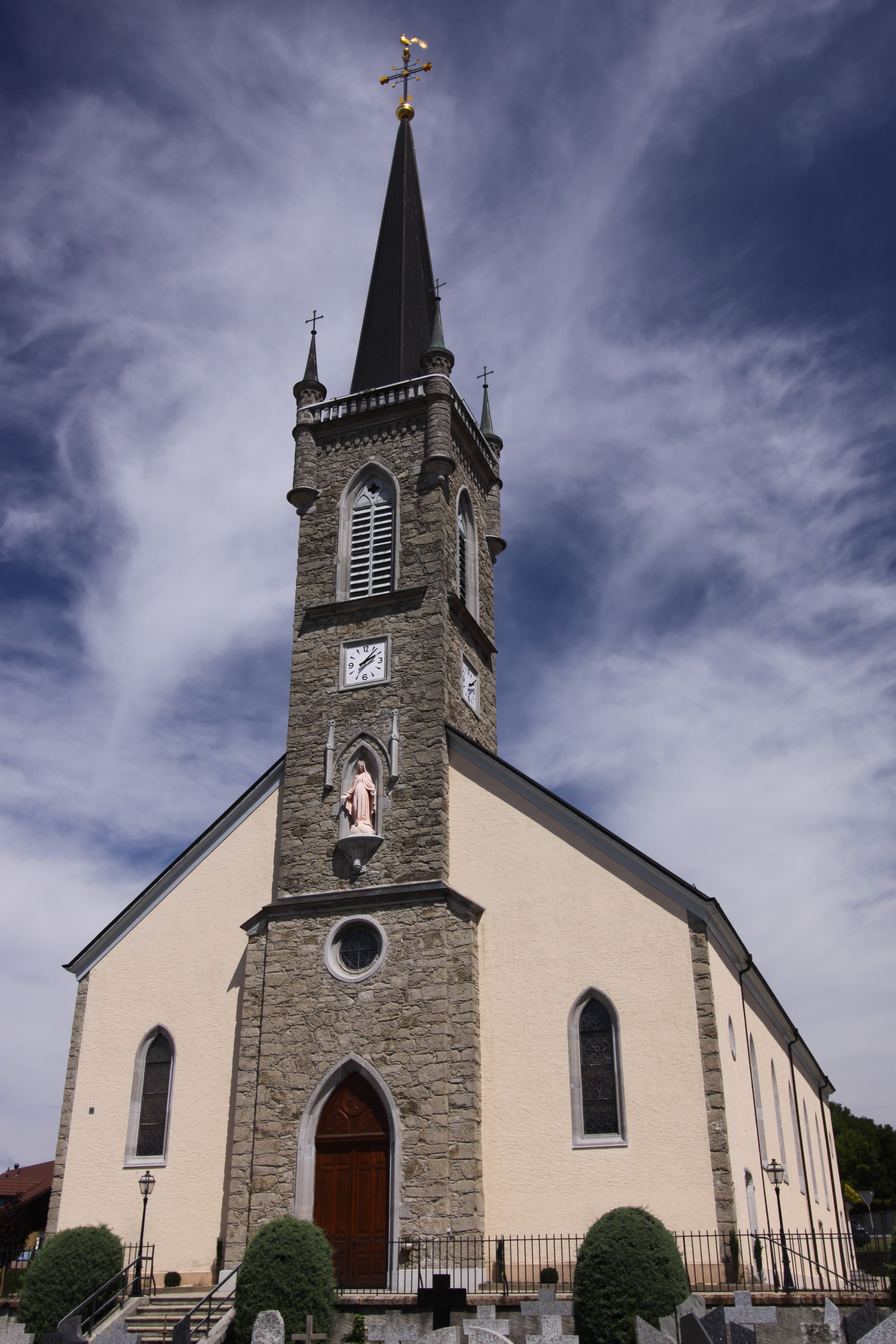
La chiesa cattolica dell'Assunta

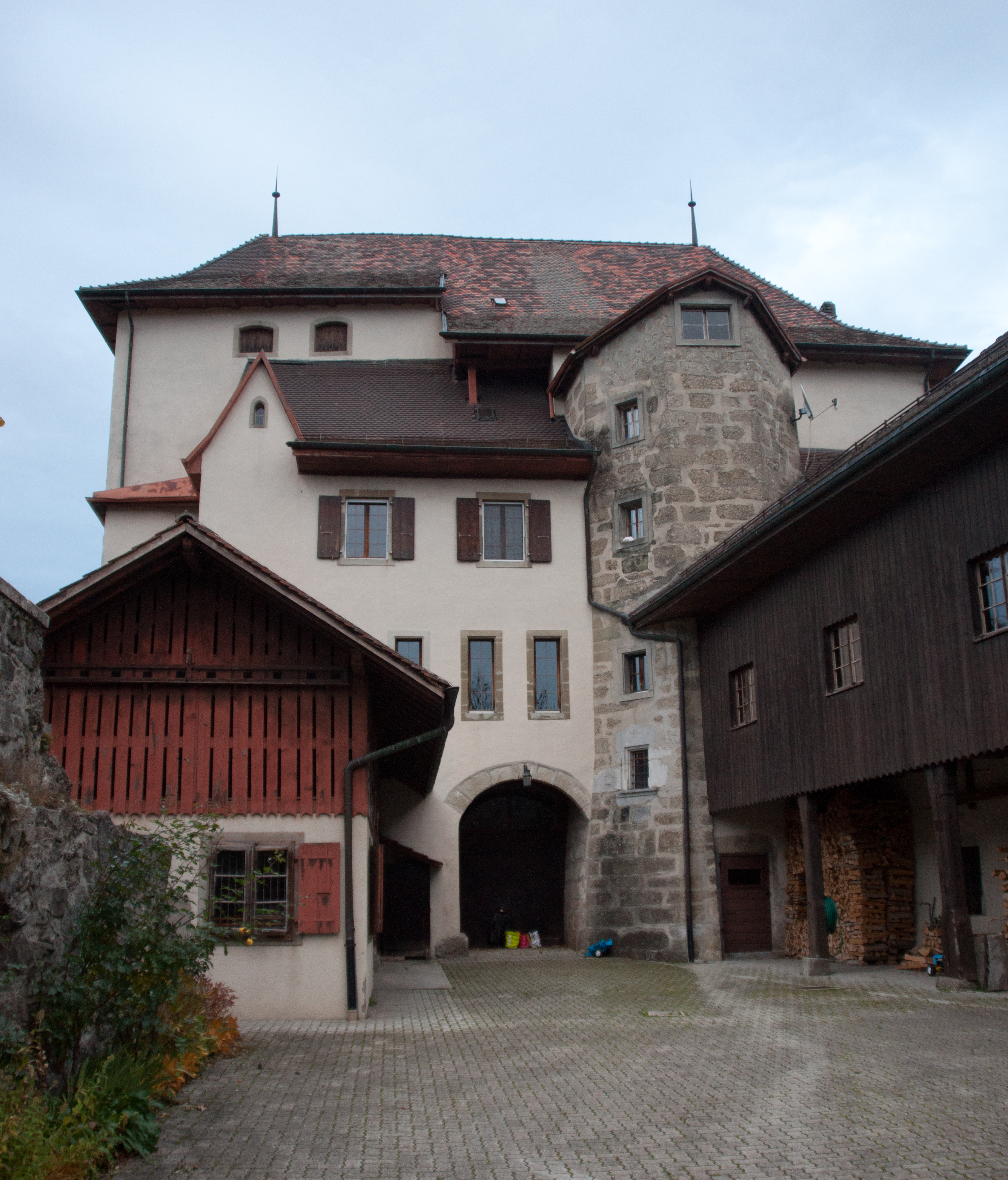
Il castello di Attalens

- Chiesa cattolica dell'Assunta, attestata dal 1166 e ricostruita nel 1860[1];
- Castello di Attalens, eretto nel XII-XIII secolo[1].

## Società

### Evoluzione demografica
L'evoluzione demografica è riportata nella seguente tabella:
Abitanti censiti

## Geografia antropica
Le frazioni di Attalens sono:
- Corcelles
- Rombuet
- Tatroz
- Vuarat[senza fonte]

## Economia
Attalens ospita gli studi di registrazione Mountain Studios.

## Infrastrutture e trasporti
Attalens è servito dalla stazione di Tatroz sulla ferrovia Palézieux-Montbovon.

## Amministrazione
Ogni famiglia originaria del luogo fa parte del comune patriziale che ha la responsabilità della manutenzione di ogni bene comune.